# اسماردن
اسماردن (به انگلیسی: Smarden) یک روستا و محله مدنی در بریتانیا است که در Ashford واقع شده‌است. اسماردن ۲۱٫۸ کیلومتر مربع مساحت و ۱٬۳۰۱ نفر جمعیت دارد.